# Historical Diving Society Italia
The Historical Diving Society Italia-APS (HDS Italia) è una associazione di promozione sociale no-profit nata Il 24 aprile del 1994 a Ravenna che si occupa della ricerca, della conservazione e della divulgazione della storia dell’immersione. L'associazione è composta da professionisti, studiosi, appassionati e simpatizzanti del mondo sommerso e della sua storia. Nel 2020 l'associazione contava più di 200 associati tra soci ordinari e onorari. HDS Italia ha svolto e svolge attività in ambito museale col Museo Nazionale delle Attività Subacquee MAS, bibliotecario con biblioteca e cineteca proprie, di incontri, convegni, mostre e partecipa a manifestazioni fieristiche. Pubblica libri e il periodico HDS Notizie e si occupa di ricerca storica e archeologica quali il recupero archeologico del "tesoro" del Polluce. L'associazione conferisce riconoscimenti a personalità che si sono distinte nell'ambito della subacquea con l'assegnazione del premio Award e della qualifica di Socio Onorario. Premia la fotografia subacquea dei relitti con il Trofeo Andrea Ghisotti.

## Attività
La HDS Italia cura un calendario di eventi inerenti alla storia della subacquea, che hanno luogo in Italia, accessibile anche ai non associati. Vengono organizzati un Congresso annuale, gli "Incontri con la Storia" dedicati a testimonianze e relazioni storiche, mostre ed esposizioni tematiche, la partecipazione all'evento europeo della subacquea EUDI Show. Fino al 2012 ha organizzato corsi per palombari sportivi. Le registrazioni dei convegni della HDS Italia, conservate nella cineteca presso il Museo Nazionale MAS di Marina di Ravenna,  costituiscono un patrimonio di testimonianze dirette di protagonisti oramai scomparsi di imprese subacquee storiche. Tra questi Luigi Ferraro e Roberto Frassetto, decorati con Medaglia d'Oro al Valore Militare e Alessandro Bianchini , decorato con Medaglia D'Argento al valor Militare, esponenti degli operatori dei mezzi d'assalto della Regia Marina durante l'ultimo conflitto mondiale.

## Il Museo Nazionale delle Attività Subacquee MAS
Il MAS, Museo Nazionale delle Attività Subacquee, è stato inaugurato il 14 novembre 1998 a Marina di Ravenna dalla Historical Diving Society Italia. Nel 2014 è stato trasferito in una nuova sede con spazi destinati alle esposizioni, a convegni e allo studio.
Si compone di cinque sale tematiche e di una biblioteca specializzata.
- sala dedicata alla Marina Militare Italiana ed ai suoi reparti di Incursori e Palombari.
- sala “Cristo degli abissi”[11]. Il monumento dedicato ai Caduti del Mare[12] fu ideato e voluto da Duilio Marcante[13] e realizzato con il supporto economico e organizzativo di Giacomino Costa[14]. La sala ospita la statua originale in gesso dello scultore Guido Galletti[15], utilizzata per la realizzazione della stessa in bronzo che fu immersa sui fondali della Baia di San Fruttuoso il 29 agosto 1954[16]. La statua in gesso fu rinvenuta casualmente nel 1993 da Faustolo Rambelli e Vittorio Giuliani Ricci, altro socio HDS Italia nella fonderia Brustolin di Verona semisepolto da una catasta di canne e cassette di legna e diviso in parti[17]

- sala “Foto cine-sub” espone le custodie stagne per macchine fotografiche e cineprese costruite fin dagli anni 40
- sala delle attrezzature del lavoro subacqueo con i diorami del palombaro e dell'operatore tecnico subacqueo, mentre all’esterno, nella piazza antistante il MAS sono esposte una campana iperbarica, batisfera, torretta botoscopica
- sala dedicata alle mostre tematiche[18].

| - Attrezzatura storica da incursore della Marina Militare Italiana al MAS - Sala Cristo degli Abissi del Museo Nazionale delle Attività Subacquee - MAS a Marina di Ravenna - l' originale in gesso del Cristo degli Abissi opera di Guido Galletti smarrita e rinvenuta da Faustolo Rambelli e Vittorio Giuliani Ricci in una fonderia di Verona - PLUTO , il ROV (remote observer vehicle) sottomarino inventato e donato ad HDS Italia da Guido Gay ed esposto al MAS di HDS Italia a Marina di Ravenna - Attrezzatura storica da palombaro al MAS - Attrezzatura storica foto cine subacquea al MAS |

## La biblioteca

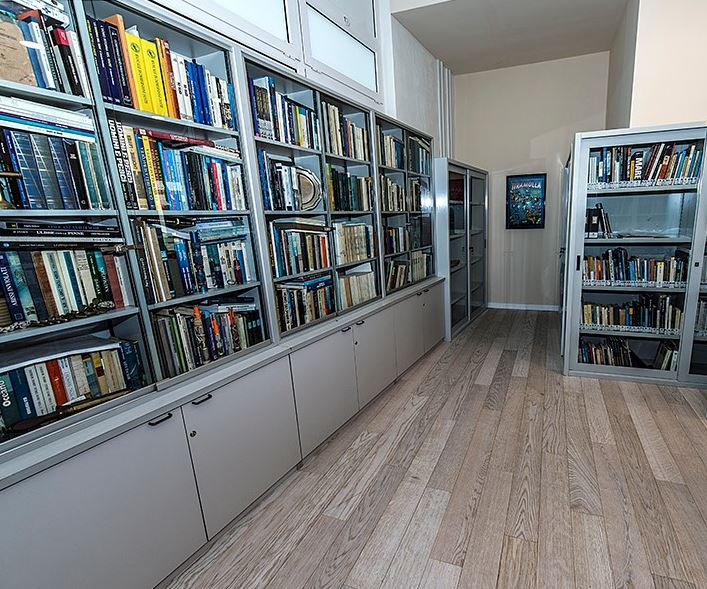
Sala della biblioteca di HDS Italia presso il Museo Nazionale delle Attività Subacquee a Marina di Ravenna, Italia

Attualmente all' interno del MAS, la biblioteca dedicata al mondo subacqueo ospita circa 1500 volumi. È accessibile per motivi di studio e ricerca e alcuni volumi sono fruibili in prestito a domicilio. La biblioteca HDS Italia fa parte della Rete Bibliotecaria di Romagna e San Marino, integrata nella Rete Bibliotecaria Nazionale. Il corpo dei volumi della biblioteca è costituito in buona parte dal patrimonio librario ricevuto tramite importanti donazioni da:
Folco Quilici documentarista e scrittore che ha donato la propria libreria del “Mare”,
Elio Galeazzi, socio onorario e grande appassionato,  ha donato 490 libri,
Fabrizio de Sanctis nel 2001 ha donato i 250 libri della biblioteca del padre Victor de Sanctis,
Annamaria Bandini Barnini che ha donato diversi volumi relativi all’ossigenoterapia iperbarica del prof. Cesare Barnini.

### La cineteca
Una sezione speciale della biblioteca è dedicata alle produzioni audiovisive. La collezione di circa 700 tra video e registrazioni audio a tema storico subacqueo al momento non consultabile. Dal 2001 al 2011 la HDS Italia ha anche contribuito alla conservazione, salvataggio, catalogazione e restauro di 1300 pellicole dell'Archivio Audiovisivo Aldo Victor De Sanctis che dal 2016 è conservato presso la Cineteca del Veneto.

## Il Monumento al Palombaro

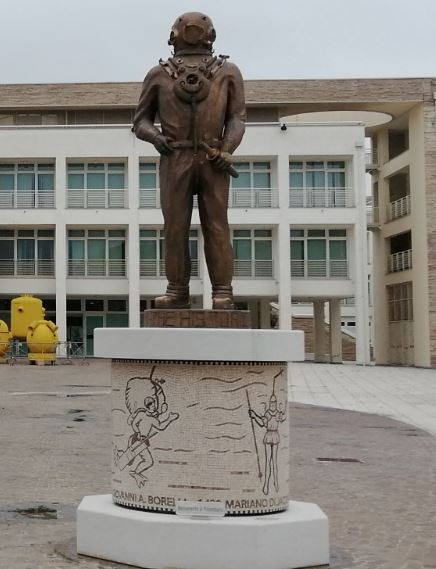
Il Monumento al Palombaro realizzato da HDS Italia a Marina di Ravenna nel 2019

HDS Italia, con un gruppo di sostenitori, ha realizzato il monumento al palombaro, una statua in bronzo alta 2,30 metri, posta nella piazza antistante il museo MAS. La statua è opera dell'artista Alberto Muro Pelliconi e poggia sopra una base cilindrica rivestita da un mosaico realizzato dallo Studio Akomena Spazio Mosaico di Ravenna. Nel mosaico sono raffigurati quattro sistemi di immersione che sono alla base della storia della subacquea: il “narghilè” di Mariano di Jacopo (Taccola) del 1433, l’“elmo aperto” di Guglielmo da Lorena del 1531, la “campana” di Niccolò Tartaglia del 1551 e lo “scuba” di Giovanni Alfonfo Borelli del 1680. Sopra la base con il mosaico poggia il basamento circolare per la statua, in pietra d’Istria del diametro di 140 cm e altezza 20 cm. Sopra il basamento è posta la statua, realizzata con il sistema della fusione a cera persa nella Fonderia Artistica Battaglia di Verona. 
L’altezza complessiva del monumento è di 3,80 metri. HDS Italia ha dedicato il Monumento al Palombaro a tutti coloro che al mare hanno dedicato la vita e in particolare alla memoria del palombaro e del suo lavoro che a Marina di Ravenna ha uno dei suoi luoghi tradizionali e storici.

## Il recupero del tesoro delPolluce
Il Polluce è un piroscafo di 50 metri che fu costruito in Francia nel 1839 dotato di un motore a vapore inglese da 160 cavalli che azionava due ruote a pala per la propulsione.  Fu acquistato dall'armatore italiano Raffaele Rubattino e il 17 giugno 1841 navigava in prossimità dell'Isola D'Elba. Il Polluce trasportava alcuni illustri passeggeri dotati di un prezioso bagaglio personale in gioielli e altri beni oltre che un tesoro non dichiarato alla assicurazione di 70.000 columnarios o real da 8 in argento e altre 100.000 monete d'oro che pare fossero destinate ai Carbonari  Italiani. Probabilmente in un tentativo di abbordaggio a fini di pirateria o di sabotaggio il piroscafo Mongibello speronò il Polluce provocandone l'affondamento. L'armatore Rubattino, investendo una cifra ingente tentò due anni più tardi di recuperare la nave senza riuscirvi. Cesare De Laugier, colonnello napoleonico nato all'isola D'Elba, descrisse il tentativo nel libro Brevi cenni storici, di un testimone oculare, al tentato recupero del piroscafo sardo “Il Polluce”, ediz. G. Sardi del 1841. Dopo vari tentativi di individuare di nuovo la posizione del relitto nel corso dei 150 anni successivi solo nel 1992 ne viene rinvenuta l'esatta posizione e dalle rilevazioni il relitto appariva ancora relativamente integro.
Nel 2000 un gruppo di inglesi ottenne in modo fraudolento tramite l'ambasciata britannica una concessione di recupero sulle esatte coordinate del Polluce dichiarando di voler recuperare il carico di alluminio di una nave da trasporto. Senza alcun controllo delle autorità preposte effettuarono una vera e propria demolizione del relitto utilizzando una benna calata dalla superficie con la tecnica dello squasso e dello strappamento del fasciame di legno da quello in ferro che fracassò la struttura del piroscafo consentendo il recupero di frammenti dello scafo , di sabbia e di parte dei preziosi. Nel 2002 una parte del bottino frutto di quel furto vandalico fu messo all'asta da una casa londinese ma venne recuperato in tempo dalle autorità italiane. I responsabili del crimine vennero processati a Portoferraio.
Il recupero archeologico vero e proprio venne effettuato nel 2005 per l'interessamento attivo della HDS Italia che per finanziare l'impresa coordinò un gruppo di aziende sostenitrici: Marine Consulting, CNS Coop. Nazionale Sommozzatori e Capmar Studios ed in un secondo momento, il Comune di Porto Azzurro. Il contratto con la Sopraintendenza ai Beni Archeologici della Toscana venne firmato l'8 agosto 2005 e il lavoro di recupero tramite tecnica di immersione in saturazione si svolse nell'ottobre 2005.
Sull'impresa la Capmar Studios ha realizzato per conto dell'Istituto Luce il documentario “L’enigma del Polluce”. Parte del tesoro recuperato è esposto al Museo del Mare di Capoliveri sull'Isola d'Elba.

## Il Trofeo Andrea Ghisotti

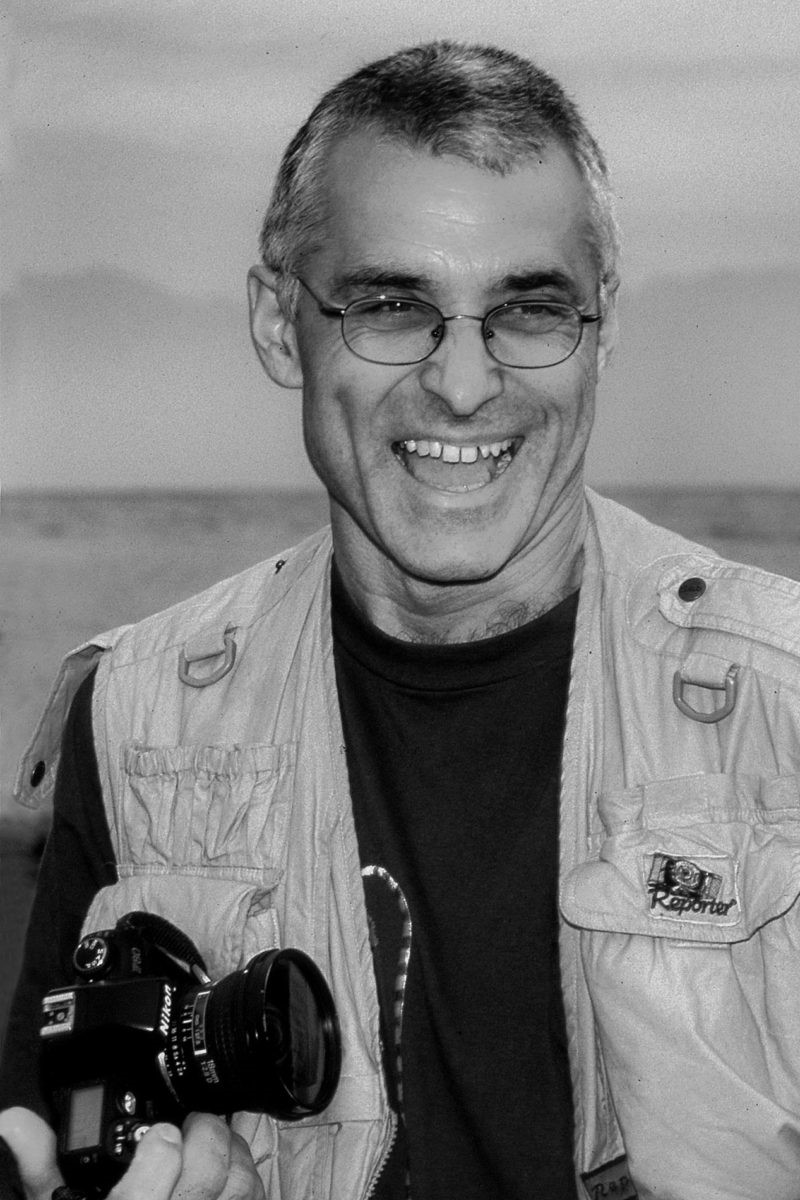
Andrea Ghisotti (1951-2010) giornalista e fotografo subacqueo, socio e Award 2008 di HDS Italia, al quale è dedicato il trofeo

Inaugurato nel 2010 il Trofeo Andrea Ghisotti, dedicato all' omonimo giornalista e fotografo scomparso in quell'anno. Fu autore di oltre 700 articoli e di numerose pubblicazioni e si affermò come fotografo subacqueo dal 1977. Tra i suoi reportage più noti vi sono quelli dei relitti della Andrea Doria, dell'incrociatore Diaz ed del Lombardo ( nave di Garibaldi affondata alle isole Tremiti). Partecipò a trasmissioni televisive Vivere il Mare e Abissi su RAI 2.
Il trofeo è un riconoscimento alla foto e al reportage di relitti che sappiano interpretare lo spirito di cultura per il mare, per la storia e per la subacquea. Il Trofeo è suddiviso in due categorie: foto singola e reportage (3 foto corredate da un testo e didascalie alle foto).Nel settore della subacquea italiana da alcuni operatori il Trofeo Andrea Ghisotti è considerato il più prestigioso riconoscimento alla fotografia dei relitti.

## Gli Awards di HDS Italia
Il premio Award HDS Italia è assegnato in occasione di convegni Nazionali o di "Incontri con la storia" a personalità in vita o "alla memoria" che hanno contribuito in modo significativo alla storia del mondo del mare e della subacquea. Sono stati insigniti dell'Award: Luigi Ferraro e Roberto Frassetto (1995), Roberto Galeazzi (alla memoria) e Alberto Gianni ( alla memoria) (1996), Hans Hass, Folco Quilici e Raimondo Bucher (1997), Alessandro Olschki e Alessandro Fioravanti (1998), Enzo Majorca e Duilio Marcante ( alla memoria) (1999), Victor de Sanctis (alla memoria) e Luigi Bicchiarelli (2000), Gianni Roghi (alla memoria) e Franco Capodarte (2001), Piergiorgio Data, Damiano Zannini e Raffaele Pallotta D'Acquapendente (2003), Nino Lambroglia (alla memoria) e Centro Carabinieri Subacquei dell'Arma dei Carabinieri (2004), Ennio Falco (alla memoria) e Leonardo Fusco (2006), Maria Grazia Benati (alla memoria) e Andrea Ghisotti (2008), Lamberto Ferri Ricchi (2011), Ezio Amato e Micoperi s.p.a. (2013), Sebastiano Tusa (2016).

## La RivistaHDS Notiziee le pubblicazioni
La HDS Italia pubblica dal 1994 HDS Notizie periodico registrato presso il Tribunale di Ravenna il 17 marzo 1995. La rivista tratta argomenti legati a vari aspetti della storia della immersione: tecnici, fotografici, archeologici, biologici, oceanografici, medici, di carattere militare e altro. HDS Italia ha patrocinato e continua a patrocinare diversi libri scritti da soci. Direttamente ha pubblicato i seguenti titoli:
F. Rambelli, Piccolo manuale del palombaro sportivo,  Ravenna,  HDS Italia, 1995
SORIMA – Swam Press Chelsea - 1932-, ristampa, Ravenna, HDS Italia, 1995
D. Cedrone, La fotografia subacquea, curiosità dei primi 100 anni : dalle origini scientifiche, all'evoluzione sportiva, al recupero storico, Ravenna, HDS Italia, 1997
C. Maes, La nave di Tiberio sommersa nel Lago di Nemi – Tipografia Della Pace – Roma – 1895, ristampa, Ravenna, HDS Italia, 1998
D. Cedrone, Immersioni, i secoli della scoperta, Ravenna HDS Italia, 1998
The Historical Diving Society Italia, E. Cappelletti, Museo nazionale delle attività subacquee di Marina di Ravenna, Ravenna, Provincia di Ravenna, 2003

## Presidenti
Il consiglio direttivo di HDS Italia è composto dal Presidente, Vicepresidente, due Consiglieri garanti, e da altri Consiglieri fino al numero massimo di 11. Il consiglio direttivo resta in carica tre anni e alla scadenza viene eletto dalla assemblea dei soci. 
| Nr. | Presidente                          | Anno inizio | Anno fine |
| --- | ----------------------------------- | ----------- | --------- |
| 1   | Faustolo Rambelli                   | 1994        | 2020      |
| 2   | Federico De Strobel (vice)          | 1994        | 2020      |
| 3   | Luigi Ferraro (presidente onorario) | 1998        | 2006      |
| 5   | Fabio Vitale                        | 2021        |           |
| 6   | Mauro Pazzi (vice)                  | 2021        |           |

## Soci Onorari
Socio Onorario è il riconoscimento che HDS Italia assegna a personalità che si sono contraddistinte in tutti i settori delle attività subacquee. Molti dei Soci Onorari hanno avuto in vita un ruolo di soci attivi della associazione. Fino al 2021 sono stati insigniti del riconoscimento:
- Francesco Alliata (1919-2015)
- Ezio Amato
- Alberto Angela
- Maria Grazia Benati (1931-1992)
- Luigi Bicchiarelli (1931-2010)
- Raimondo Bucher (1912-2008)
- Gaetano Ninì Cafiero
- James L. Cairns
- Franco Capodarte
- Danilo Cedrone
- Centro Carabinieri Subacquei
- Luciana Civico

- Piergiorgio Data (1939-2005)
- Victor Aldo de Sanctis (1909-1996)
- Ennio Falco (1931-1969)
- Luigi Ferraro (1914-2006)
- Lamberto Ferri Ricchi
- Alessandro Fioravanti (1917-2013)
- Roberto Frassetto (1917-2013)
- Leonardo Fusco (1930-2012)
- Elio Galeazzi (1948-2013) Roberto Galeazzi (1882-1956)
- Andrea Ghisotti (1951-2010)
- Alberto Gianni (1891-1931)
- Hans Hass (1919-2013)

- Nino Lamboglia (1912-1977)
- Enzo Maiorca (1931-2016)
- Duilio Marcante (1914-1985)
- Marine Consulting International srl
- Micoperi SpA
- Alessandro Olschki (1924-2011)
- Raffaele Pallotta d’Acquapendente (1931-2017)
- Folco Quilici (1930-2018)[46]
- Gianni Roghi (1927-1967)
- Sebastiano Tusa (1952-2019)
- Damiano Zannini (1926-2021)

## Riconoscimenti e premi
- 1998 – Menzione Speciale “Premio Poseidon” per l'attività culturale[47]
- 1999 – "Nautiek Trophy"[48]
- 2001 – "Award Area Marina Protetta Isole Ciclopi".[49].
- 2007 – Fondazione Artiglio Europa. Membro Onorario[50]
- 2014 – "Academy Award" Accademia Internazionale di Scienze e Tecniche Subacquee[51]
- 2020 – "Premio Fabbrica Vecchia" per la promozione della cultura marinara[52]